# Yehude Simon
Yehude Simon Munaro (Lima, 1947 -) médico veterinário, sociólogo e político, é o atual primeiro-ministro do Peru.
Desde 2002 é presidente da Região de Lambayeque. Em 10 de outubro de 2008 foi nomeado primeiro-ministro do Peru, em substituição de Jorge Alfonso Del Castillo e ficou no cargo até 11 de julho de 2009, quando foi substituído por Javier Velásquez.
Em 24 de fevereiro de 2020, foi preso, por suspeita de receber propina da Odebrecht (atual Novonor).